# Surrey-Green Timbers (circonscription britanno-colombienne)
Pour les articles homonymes, voir Surrey.
Circonscription électorale provinciale du Canada
Surrey-Green Timbers est une ancienne circonscription provinciale de la Colombie-Britannique représentée à l'Assemblée législative de la Colombie-Britannique de 1991 à 2024.

## Géographie
En 2020, la circonscription représente une partie de la ville de Surrey dans le district régional du Grand Vancouver.

## Liste des députés
| Législature                                                                    | Années                                                                 | Député                                                                 | Député                                                                 | Parti                                                                  |
| Surrey-Green Timbers Circonscription issue de Surrey-Guildford-Whalley         | Surrey-Green Timbers Circonscription issue de Surrey-Guildford-Whalley | Surrey-Green Timbers Circonscription issue de Surrey-Guildford-Whalley | Surrey-Green Timbers Circonscription issue de Surrey-Guildford-Whalley | Surrey-Green Timbers Circonscription issue de Surrey-Guildford-Whalley |
| ------------------------------------------------------------------------------ | ---------------------------------------------------------------------- | ---------------------------------------------------------------------- | ---------------------------------------------------------------------- | ---------------------------------------------------------------------- |
| 35e                                                                            | 1991–1996                                                              |                                                                        | Sue Hammell (en)                                                       | Néo-démocrate                                                          |
| 36e                                                                            | 1996–2001                                                              |                                                                        | Sue Hammell (en)                                                       | Néo-démocrate                                                          |
| 37e                                                                            | 2001–2005                                                              |                                                                        | Brenda Locke (en)                                                      | Libérale                                                               |
| 38e                                                                            | 2005–2009                                                              |                                                                        | Sue Hammell (en)                                                       | Néo-démocrate                                                          |
| 39e                                                                            | 2009–2013                                                              |                                                                        | Sue Hammell (en)                                                       | Néo-démocrate                                                          |
| 40e                                                                            | 2013–2017                                                              |                                                                        | Sue Hammell (en)                                                       | Néo-démocrate                                                          |
| 41e                                                                            | 2017–2020                                                              |                                                                        | Rachna Singh (en)                                                      | Néo-démocrate                                                          |
| 42e                                                                            | 2020–2024                                                              |                                                                        | Rachna Singh (en)                                                      | Néo-démocrate                                                          |
| Circonscription abolie, voir Surrey North, Surrey City Centre et Surrey-Newton |                                                                        |                                                                        |                                                                        |                                                                        |